# 烟酰肼
烟酰肼是一种有机化合物，化学式为C6H7N3O，为无色晶体。

## 制备
烟酰肼可由烟酸甲酯或烟酸乙酯和肼反应得到。

## 储存
烟酰肼应于2-8℃储存。